# Greatest Hits: Live at the House of Blues
Albums de DJ Quik
Trauma
(2005) Born and Raised in Compton: The Greatest Hits
(2006)
Greatest Hits: Live at the House of Blues est un album live de DJ Quik, enregistré lors d'une série de concerts donnés à la House of Blues de West Hollywood en février 2006 et sorti le 6 juin 2006.
L'album s'est classé 36e au Top R&B/Hip-Hop Albums.

## Liste des titres
| No  | Titre                                        | Durée |
| --- | -------------------------------------------- | ----- |
| 1.  | Intro For Roger                              | 2:48  |
| 2.  | Mo Pussy                                     | 2:59  |
| 3.  | Jus Lyke Compton                             | 4:10  |
| 4.  | Trouble                                      | 2:44  |
| 5.  | Pitch in on a Party                          | 3:02  |
| 6.  | Fandango (featuring B-Real)                  | 3:52  |
| 7.  | Tha Bombudd                                  | 3:40  |
| 8.  | Sweet Black Pussy                            | 3:27  |
| 9.  | Get Down/Down, Down, Down (featuring Chingy) | 8:16  |
| 10. | Safe + Sound                                 | 2:14  |
| 11. | Do I Love Her?                               | 3:40  |
| 12. | Quik's Groove                                | 3:48  |
| 13. | Get Up                                       | 4:28  |
| 14. | Til Jesus Comes                              | 3:12  |
| 15. | Hand in Hand                                 | 2:48  |
| 16. | Medley For a V (featuring Nate Dogg)         | 5:50  |
| 17. | We Still Party                               | 7:34  |
| 18. | Tonite                                       | 4:52  |
| 19. | Born & Raised in Compton                     | 3:46  |